# Rue Gerda-Taro
La rue Gerda-Taro est une voie nouvelle du 13e arrondissement de Paris située dans le quartier de la Maison-Blanche.

## Situation et accès
La rue Gerda-Taro est desservie à proximité par la ligne 7 à la station Porte d'Italie.

## Origine du nom

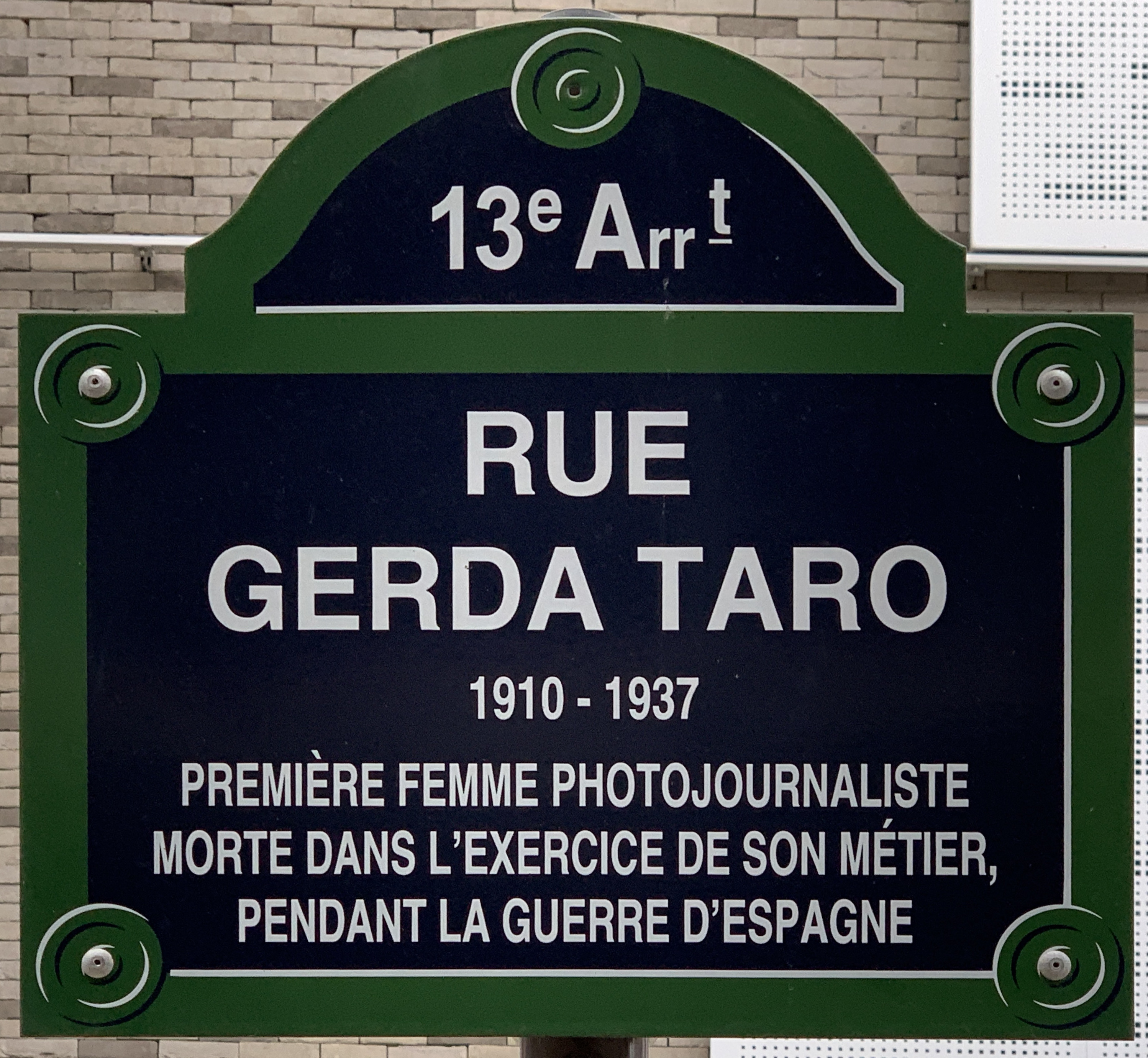
Plaque de la rue.

Elle porte le nom de la photojournaliste Gerda Taro (1910-1937), morte pendant la guerre d'Espagne.

## Historique
La voie a été créée lors des travaux de la ZAC Paul Bourget, elle a été nommée sous le nom provisoire de « voie GN/13 », avant de prendre sa dénomination actuelle au Conseil du 13e arrondissement et du Conseil de Paris, en juillet 2019.
Toujours en cours d'aménagement, elle accueillera progressivement les habitants dans les années à venir. La rue Germaine-Krull et le jardin Laure-Albin-Guillot compléteront à terme le nouveau quartier jusqu'à l'avenue de la Porte-d'Italie.

## Bâtiments remarquables et lieux de mémoire
- Le parc Kellermann
- La Porte d'Italie